# Ga Nakajima-Kōen
Ga Nakajima-Kōen (中島公園駅) là nhà ga ở Chūō, Sapporo, Hokkaido, Nhật Bản. Nhà ga được đánh số  N09.
Nhà ga được lấy tên trùng với tên của Công viên Nakajima, nằm bên ngoài nhà ga.

## Bố trí ga
| G                                 | Mặt đất                                                    | Lối vào/Lối ra                    |
| Sân ga                            | Sân ga cạnh, cửa sẽ mở ở bên trái                          | Sân ga cạnh, cửa sẽ mở ở bên trái |
| Sân ga 1                          | Tuyến Namboku đi N10 Horohira-Bashi (Hướng đi Makomanai) → |                                   |
| Sân ga 2                          | ← Tuyến Namboku đi N08 Susukino (Hướng đi Asabu)           |                                   |
| Sân ga cạnh, cửa sẽ mở ở bên trái |                                                            |                                   |

## Lịch sử
Nhà ga mở cửa vào ngày 16 tháng 12 năm 1971 cùng với thời điểm khai trương Tuyến Namboku từ Ga Makomanai đến Ga Kita-Nijūyo-Jō.

## Xung quanh nhà ga
- Công viên Nakajima
- Sapporo Concert Hall
- Tòa nhà Hōheikan
- Zepp Sapporo
- Đồn cảnh sát trung tâm, Nakajima
- Bưu điện, Nakajima
- Khách sạn Sapporo Park
- Kirin Beer Garden
- Ngân hàng North Pacific, Nakajima